# Heldburg
Heldburg ist eine Stadt im Landkreis Hildburghausen im äußersten Süden Thüringens. Heldburg liegt im Zentrum des Heldburger Landes, ist Verwaltungssitz der Verwaltungsgemeinschaft Heldburger Unterland und hat knapp 3500 Einwohner, davon ca. 1000 im Ortsteil Heldburg.
Oberhalb der Stadt liegt die Veste Heldburg mit dem 2016 eröffneten Deutschen Burgenmuseum.

## Geografie

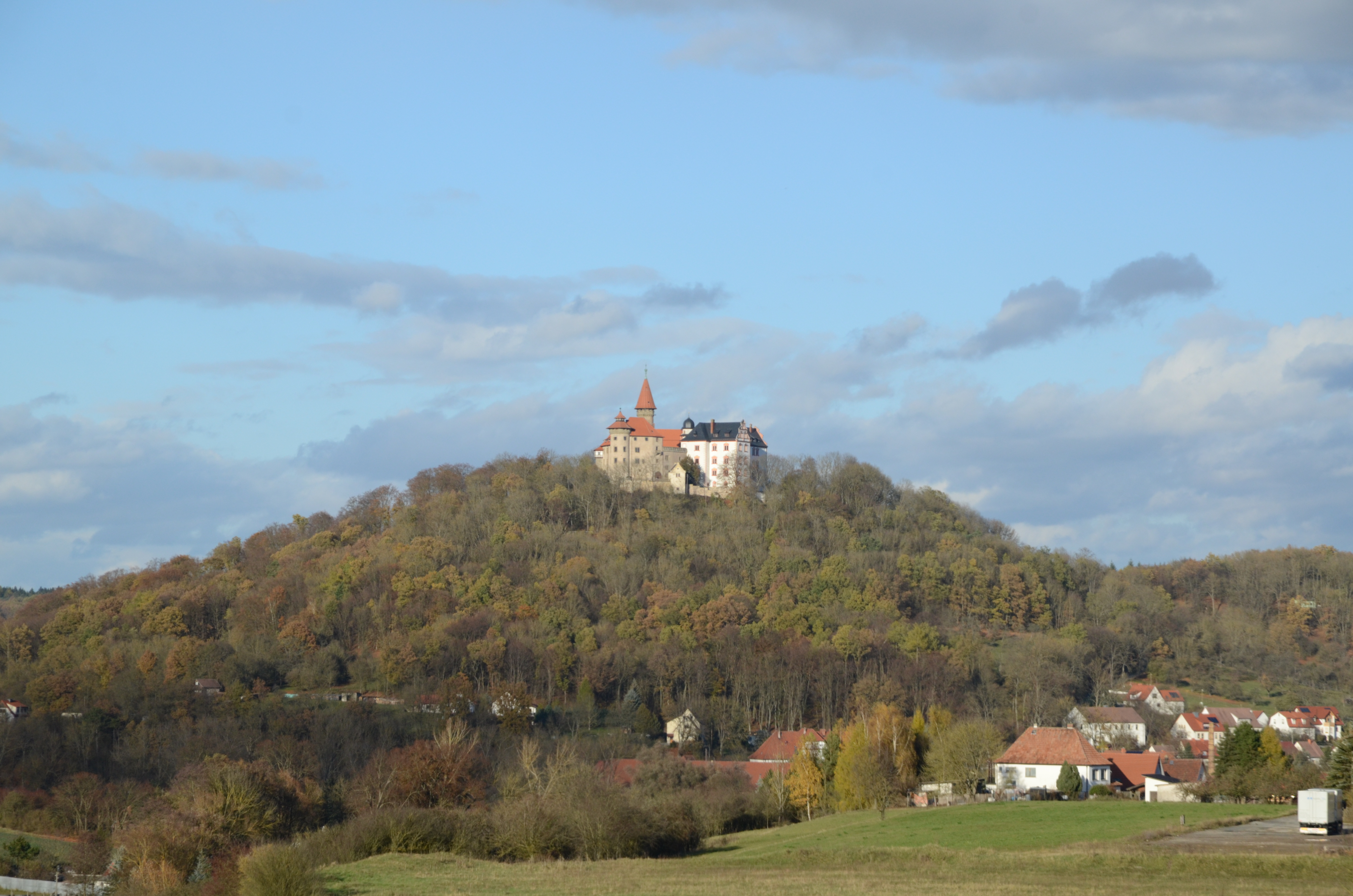
Die Veste Heldburg über der Stadt

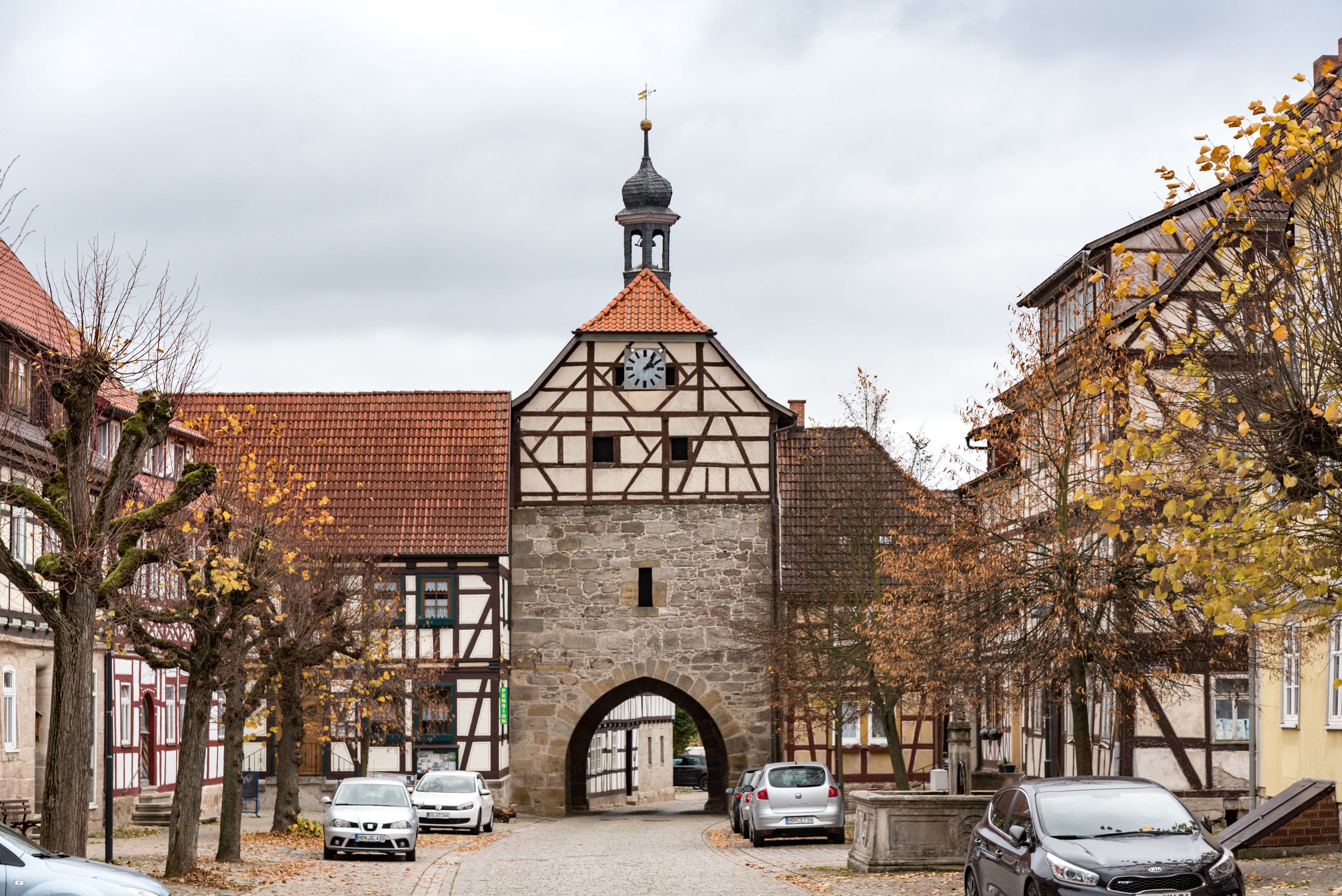
Schuhmarkt mit dem Unteren Tor (auch Untertor)

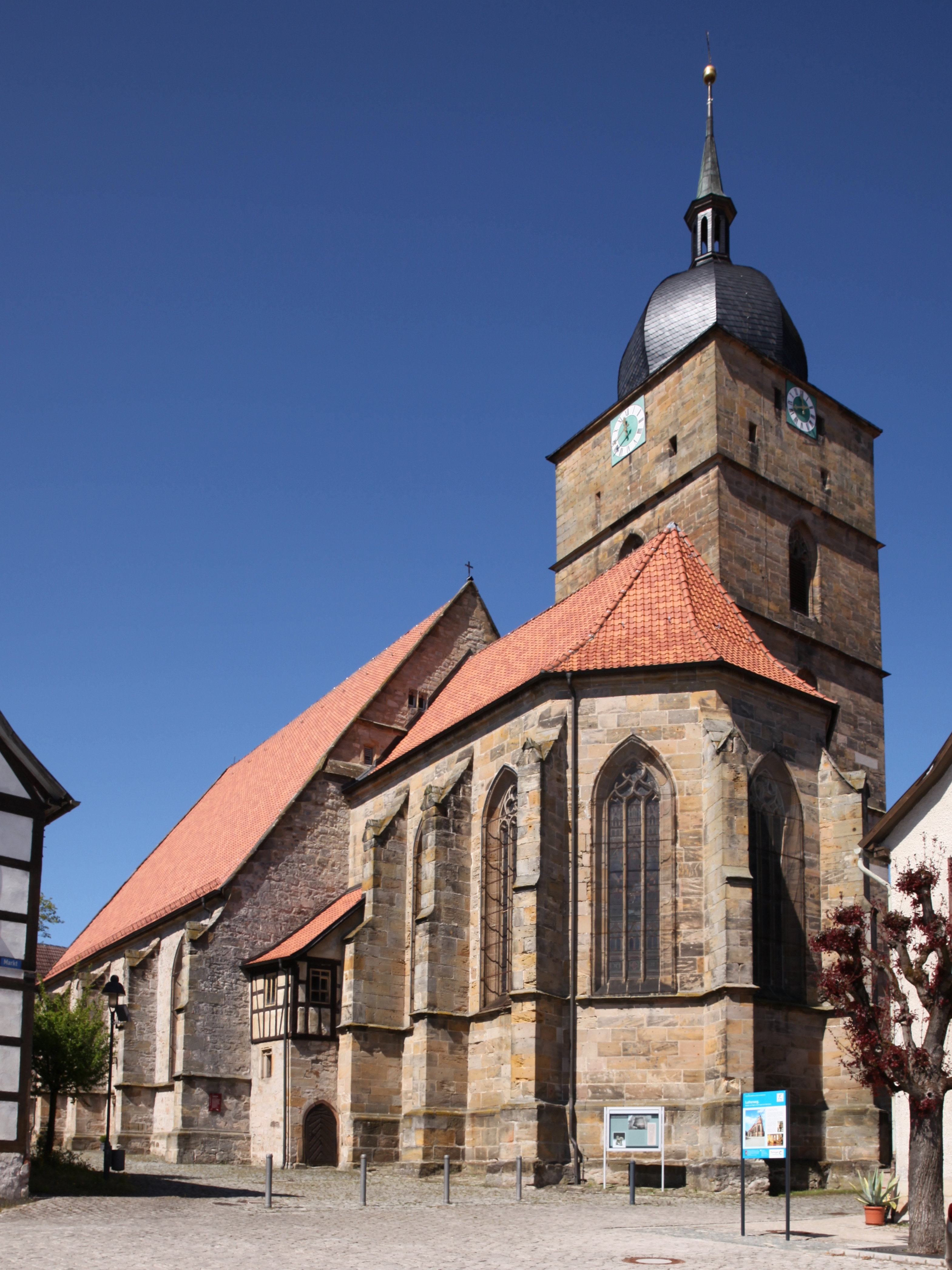
Stadtkirche

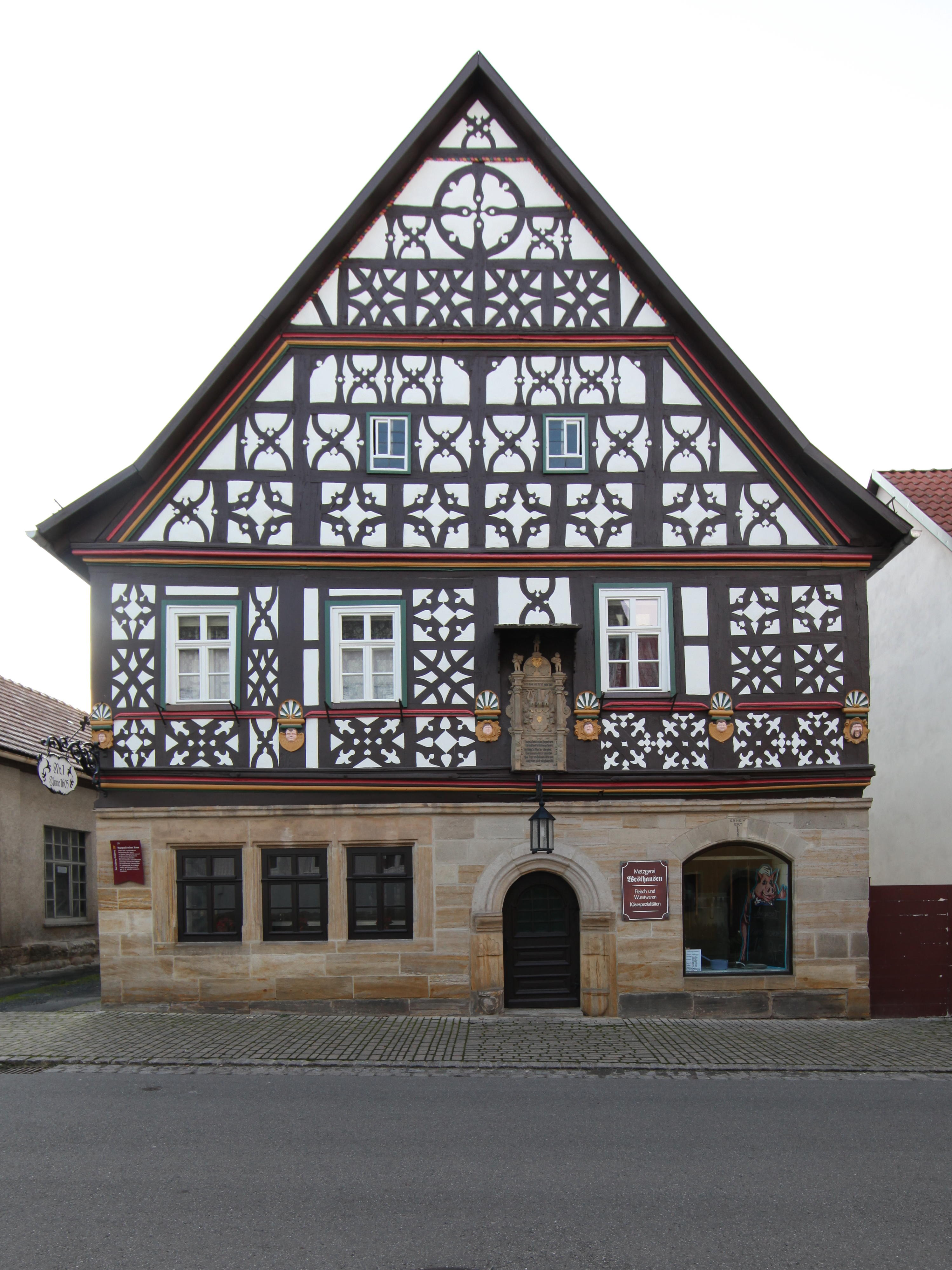
Happachsches Haus

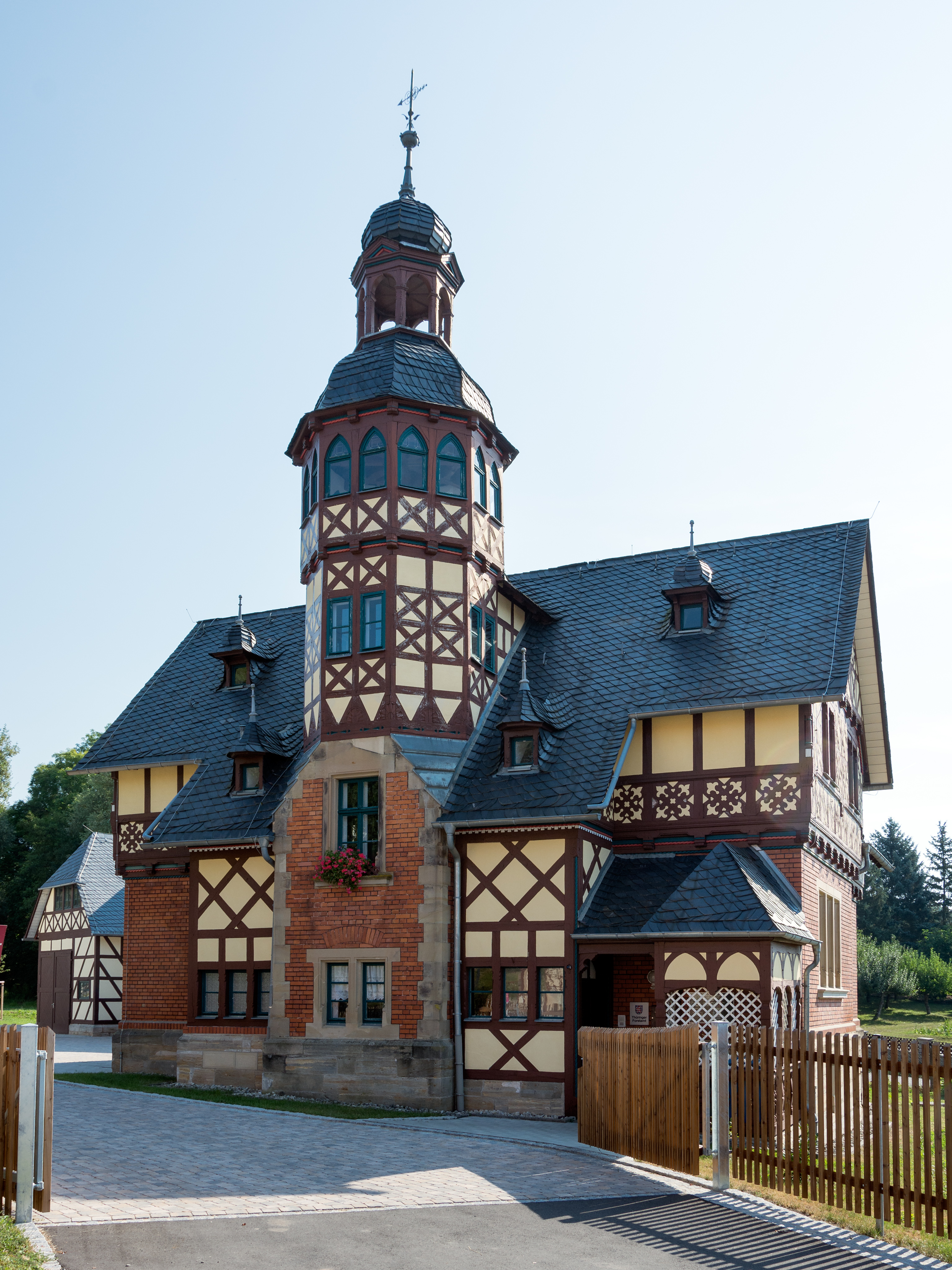
Forsthaus Heldburg

### Geographische Lage
Heldburg liegt an der Kreck, einem Nebenfluss der Rodach, jeweils etwa 20 km entfernt von Hildburghausen (Thüringen) im Norden, Coburg (Oberfranken) im Osten und Bad Königshofen (Unterfranken) im Westen. Die nächstgelegenen Oberzentren nach Coburg sind Bamberg, 45 km südlich und Schweinfurt 45 km südwestlich.
Das zur Stadt gehörende Gebiet ist somit größtenteils von bayerischen Gemeinden umgeben, an drei längeren Abschnitten grenzt es direkt an Bayern.
Entlang des Krecktals befinden sich Wiesen und Ackerflächen, während weite Waldgebiete die übrige Umgebung Heldburgs einnehmen.

### Stadtgliederung
Das Stadtgebiet gliedert sich in folgende Ortsteile:
- Albingshausen
- Bad Colberg
- Einöd
- Gellershausen
- Gompertshausen
- Heldburg
- Hellingen
- Holzhausen
- Käßlitz
- Lindenau
- Poppenhausen
- Rieth
- Völkershausen
- Volkmannshausen

### Nachbargemeinden
Die Nachbargemeinden der Stadt sind, von Norden beginnend im Uhrzeigersinn: Westhausen, Straufhain, Bad Rodach, Ummerstadt, Seßlach, Maroldsweisach, Schweickershausen, Sulzdorf an der Lederhecke, Trappstadt und Schlechtsart.

## Geschichte
Erstmals wurde Heldburg wie auch Hellingen in der am 17. Oktober 837 ausgestellten Urkunde Nr. 507 des Codex Eberhardi genannt. Sigibald, Testamentsvollstrecker des Grafen Asis, übertrug darin Güter in Heldburg und weiteren Orten an das Kloster Fulda. Die 1317 erstmals genannte Veste war Herrschaftssitz der Grafen von Henneberg, nach denen das Gebiet 1353 an die Burggrafen von Nürnberg und 1374 an die Wettiner fiel. Heldburg erhielt Stadtrecht am 2. Dezember 1394, der Rat ist 1396 bezeugt und hatte in beschränktem Umfang die Niedergerichte inne. Im 16. Jahrhundert wurde Heldburg befestigt. Die Stadtkirche Unser lieben Frauen unterstand im Mittelalter dem Landkapitel Coburg des Bistums Würzburg.
Heldburg war 1557–1700 von der Hexenverfolgung betroffen. 22 Frauen und der Sohn einer Angeklagten gerieten in Hexenprozesse. Fünf Frauen wurden hingerichtet, drei starben unter der Folter. Im letzten Hexenprozess war Dorothea Schütz aus Heldburg sieben Monate im Kerker und wurde zweimal gefoltert, bis sie 1700 unter der Folter starb.
Die Bewohner betrieben vor allem Landwirtschaft und Handwerk. 1833 wurden 1185 Einwohner gezählt, um diese Zeit wanderten viele Einwohner nach Nordamerika aus. 1922 wurde Einöd eingemeindet.
Nach der deutschen Teilung waren Heldburg und das benachbarte Ummerstadt die südlichsten Städte der DDR. Das Heldburger Land bildete einen Zipfel, der an drei Seiten vom Gebiet der Bundesrepublik Deutschland umgeben war. Das führte dazu, dass das Gebiet vollständig in die 1952 geschaffene Sperrzone an der innerdeutschen Grenze geriet. Die isolierte Lage behinderte Bewohner, Wirtschaft und Verkehr massiv und führte zu Stagnation und Abwanderung der Bevölkerung. Weitere Bevölkerungsverluste entstanden durch zwei Zwangsaussiedlungen (1952 Aktion Ungeziefer und 1961 Aktion Kornblume) aus dem Sperrgebiet.
Am 23. März 1993 gründeten die sechs ehemals selbstständigen Gemeinden Bad Colberg, Gellershausen, Heldburg mit Einöd, Holzhausen, Lindenau und Völkershausen die Einheitsgemeinde Bad Colberg-Heldburg. Am 1. Januar 2019 schlossen sich die Gemeinden Hellingen und Gompertshausen mit der Stadt Bad Colberg-Heldburg zur Stadt Heldburg zusammen.

## Politik

### Stadtrat
Bei der Kommunalwahl am 26. Mai 2024 wurde bei einer Wahlbeteiligung von 72,6 % der Stadtrat mit folgendem Ergebnis gewählt:
| Partei/Liste | Stimmenanteil | Sitze |
| ------------ | ------------- | ----- |
| CDU          | 59,1 %        | 9     |
| FW/UB 1      | 31,8 %        | 5     |
| BZH 2        | 09,1 %        | 2     |
| Gesamt       | 100 %         | 16    |

### Bürgermeister
Bei der Bürgermeisterwahl am 26. Mai 2019 wurde Christopher Other (CDU) bei einer Wahlbeteiligung von 70,8 % mit 91,1 % der abgegebenen gültigen Stimmen zum hauptamtlichen Bürgermeister der neuen Stadt gewählt. Er war der einzige aufgestellte Kandidat. Am 9. März 2025 wurde Other mit 87,5 % der abgegebenen gültigen Stimmen ohne Gegenkandidaten für eine zweite Amtszeit gewählt, die Wahlbeteiligung lag bei 53,7 %.

### Wappen
Es zeigt auf rotem Wappenschild einen silbernen Zinnenturm, an den ein aufgerichteter goldener Löwe seine Pranken legt. Das Wappen entstammt den alten nachweisbaren Siegeln der Stadt. Die Ähnlichkeit mit dem Wappen der Stadt Meißen, ein aufgerichteter schwarzer Löwe legt dort seine Pranken an einen roten Zinnenturm, weist deutlich auf die wettinische Herkunft des Heldburger Wappens hin. Der sogenannte Meißner Löwe ist in zahlreichen Wappen der ehemaligen wettinischen Städte zu finden. Der Zinnenturm weist auf die Wehrhaftigkeit der Stadt nach ihrer Befestigung mit einer Stadtmauer hin. Die Farbgebung des Heldburger Wappens ist mehrfach verändert worden. Ein wiederaufgefundenes holzgeschnitztes Wappen von 1833, es hängt im Rathaus, zeigt einen goldenen Löwen und einen goldenen Turm.

## Sehenswürdigkeiten
Nordöstlich der Stadt befindet sich die Veste Heldburg, in der sich das Deutsche Burgenmuseum befindet. Nach jahrelangen Sanierungs- und Bauarbeiten an der Veste wurde das Museum am 8. September 2016 durch den thüringischen Ministerpräsidenten eröffnet. Das Museum umfasst 40 Räume, welche sich mit der Bedeutung und Funktion von Burgen beschäftigten. Zudem werden ihre bauliche Entwicklung und das Leben auf Burgen, sowohl in Friedens- als auch in Kriegszeiten, dargestellt.
Sehenswert ist auch die Altstadt mit ihren restaurierten Fachwerkbauten aus der Frühen Neuzeit. Sie ist von einer Stadtmauer aus dem 16. Jahrhundert umgeben. Erhalten sind neben Mauerabschnitten fünf der ehemals 14 Türme (siehe Apothekerturm Heldburg) sowie das Untertor als eines von ehemals vier Stadttoren. Die evangelische Stadtkirche Unserer Lieben Frauen an der Westseite des Marktplatzes stammt aus der Zeit zwischen 1502 und 1537, der Turm ist älter. Die 1497 erstmals erwähnte Friedhofskapelle St. Leonhard diente seit 1950 viele Jahre auch als katholische Kirche.
Das Rathaus ist ein Fachwerkbau mit Dachreiter und befindet sich am Markt im Stadtzentrum.
In der Nähe der Auffahrt zur Veste Heldburg steht die abgestorbene Schießeiche mit einem Brusthöhenumfang von 7,05 m (2014).

## Wirtschaft und Verkehr
Heldburg ist nach wie vor landwirtschaftlich geprägt, es gibt keine größeren Gewerbebetriebe am Ort. Die Stadt nimmt Verwaltungs- und Versorgungsfunktionen für das nähere Umland wahr.
Es bestand ein Bahnhof an der Strecke Hildburghausen–Lindenau-Friedrichshall. Die feierliche Einweihung der Teilstrecke von Hildburghausen nach Heldburg erfolgte am 1. Juli 1888. Am 1. Dezember wurde das Reststück in Betrieb genommen. Im Jahr 1946 mussten die Schienen im Rahmen der Reparationsleistungen an die Sowjetunion demontiert werden.
Landesstraßen verbinden Heldburg mit Gleichamberg im Nordwesten, Hildburghausen im Norden, Bad Rodach im Nordosten, Coburg im Osten, Seßlach im Südosten und Maroldsweisach im Südwesten. In Coburg und Hildburghausen befinden sich derzeit die nächsten Anschlüsse ans Eisenbahn- und Autobahnnetz.
Geplant sind (Stand 2025) fünf Solarparks der RWE mit einer Fläche von zusammen circa 2 km² entsprechend 1,8 % des Stadtgebiets mit Baubeginn im Jahr 2027. Im März 2025 wurde ein Bürgerbegehren gegen diese Planung zugelassen.

## Persönlichkeiten

### Ehrenbürger
- Paul von Hindenburg (1847–1934), Generalfeldmarschall[9]

### Söhne und Tochter des Ortes sowie Personen mit Bezug zu Heldburg
- Eucharius Hoffmann (1540–1588), Komponist, Organist, Chorleiter, Musikdokumentar in Stralsund, geboren in Heldburg
- Johann Gerhard (1582–1637), bedeutender Vertreter der lutherischen Orthodoxie, Kirchenvater, Superintendent in Heldburg (1606–1615), Generalsuperintendent in Coburg, Lehramt am Gymnasium Casimirianum in Coburg, Professor in Jena, Autor
- Paul Matthias Wehner (1583–1612), Jurist, Autor, geboren in Heldburg
- Georg Achatz Heher (1601–1667), Jurist, Diplomat und Kanzler, von 1648 bis 1659 Oberamtmann in Heldburg
- Johann Eichel von Rautenkron (1621–1688), Ethnologe und Jurist, geboren in Heldburg
- Georg Schubart (1650–1701), Professor in Jena, lehrte Jura, Philosophie, Universalgeschichte, Poesie und Eloquenz, geboren in Heldburg
- Johann Christian Thomae (1668–1724), Rektor, Buchautor, geboren in Heldburg
- Johann Wilhelm Wagner (1681–1745), Astronom, geboren in Heldburg
- Lorenz Adam Bartenstein (1711–1796), Hofmeister[10] und Rektor des Casimirianums in Coburg
- August Friedemann Rühle von Lilienstern (1744–1828), Jurist, Publizist, Schriftsteller, geboren in Heldburg[11]
- Paulus Motz (1817–1904), Mundartdichter, zeitweise Förster in Heldburg
- Conrad Bonsack (1830–1899), Lehrer, archäologischer Sammler(Steinsburg)
- Wilhelm Friedrich von Heim (1835–1912), Staatsminister des Herzogtums Sachsen-Meiningen, Ehrenbürger von Heldburg
- Adolf Brodführer (1845–1907), Generalarzt
- Fritz Binde (1867–1921), Schriftsteller, Prediger und Evangelist, geboren in Heldburg
- Julius Klee (1899–1989), Schauspieler, geboren in Heldburg
- Johannes W. Schneider (1928–2010), Psychologe, Waldorfpädagoge, Anthroposoph, Autor, geboren in Heldburg
- Alfred Ehrhardt (Heldburg) (1939–2008), Maler, Lithograph, geboren in Heldburg
- Birgit Dahlenburg (1959–2017), Kunstwissenschaftlerin, Kustodin Ernst-Moritz-Arndt-Universität Greifswald, Autorin, geboren in Heldburg